# Boaz Mauda
Boaz Mauda (hebr. בועז מעודה, ur. 23 kwietnia 1987 w Eljakim) – izraelski piosenkarz.
Zwycięzca piątej edycji hebrajskiej wersji programu Idol – Kochaw Nolad. Reprezentant Izraela w 53. Konkursie Piosenki Eurowizji (2008).

## Życiorys

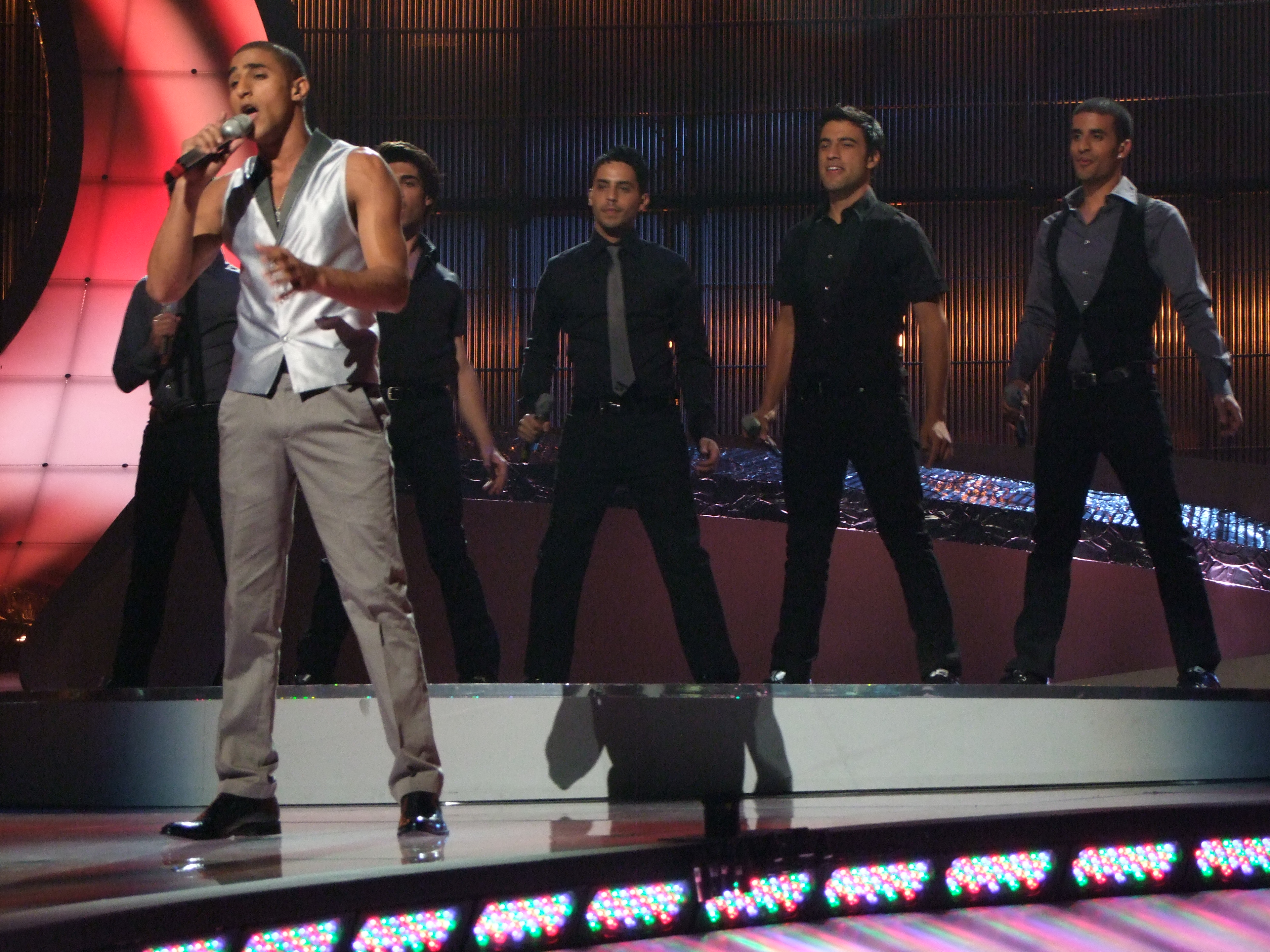
Mauda w 53. Konkursie Piosenki Eurowizji (2008)

Ma dwóch starszych braci. Kiedy miał pięć lat, zaczął występowałćw synagodze, w której grał jego ojciec. 29 sierpnia 2007 zwyciężył w finale piątej edycji programu Kochaw Nolad, a w nagrodę podpisał kontakt z wytwórnią muzyczną Hed Artzi. Pod koniec lutego 2008 wystąpił w koncercie Kdam 2008, podczas którego wykonał pięć propozycji na 53. Konkurs Piosenki Eurowizji: „Masa Haiyai”, „Hin'e Ha'or”, „Bli ahava”, „Parparim” i „Ke'ilo Kan”, z którą zwyciężył, a w maju z anglojęzyczną wersją piosenki – „The Fire in Your Eyes” – zajął dziewiąte miejsce w finale Eurowizji 2008. 7 lipca 2009 wydał swój debiutancki album, zatytułowany po prostu Boaz Mauda. W 2012 poinformował o pracy nad kolejną płytą.

## Dyskografia
Albumy studyjne
- Boaz Mauda (2009)

Single
- 2007 – „Menagen ve-shar”
- 2008 – „Ke'ilu Kan”/„The Fire in Your Eyes”
- 2008 – „Mi haya ma'amin” (z Mariną Maximillianą Blumin)
- 2008 – „Oreakh BaOlam”
- 2009 – „Lakhzor HaBaita”
- 2009 – „Time to Pray” (z Sirusho i Jeleną Tomašević)
- 2011 – „Sznija we'od ahat”